# Landesstraße 1093
Die Landesstraße 1093 (kurz: L 1093) ist eine Landesstraße im Saale-Orla-Kreis in Thüringen. Ihre Gesamtlänge beträgt 21 km.

## Verlauf
Die L 1093 kommt als St 2196 aus dem bayrischen Bad Steben. Dann führt sie durch die Orte Blankenstein und Pirk. Auf der neuen Ortsumgehung führt sie an Birkenhügel vorbei.
Für wenige Meter führt die L 1093 mit der Bundesstraße 90 Richtung Gefell. Am nächsten Abzweig knickt sie nach rechts und dann nach links durch Frössen ab. Hier kreuzt sie die L 1091, die alte Verbindungsstraße zwischen der B 90 und der L 1093. Durch Göritz und Ullersreuth führt die L 1093 nach Hirschberg (Saale). In der Stadt kreuzen die L 1092 und die K 554 den Verlauf der L 1093. In Dobareuth läuft die L 1093 mit der Bundesstraße 2 zusammen. In Gefell wendet sich die Landesstraße 1093 nach Osten Richtung Plauen. Kurz nach Haidefeld, nachdem die L 1093 zwei Mal die Landesgrenze passiert hat, wird die Straße sächsisch und geht als S 287 weiter Richtung Reuth.

### Ortsumgehung Birkenhügel
Die L 1093 verbindet Blankenstein mit Gefell. Seit die neue Ortsumgehung in Birkenhügel 2014 fertiggestellt wurde, wird nun der Verkehr umgeleitet.